# 1941 (película)
1941 es una película estadounidense de 1979, una comedia dirigida por Steven Spielberg. Protagonizada por Dan Aykroyd, John Belushi, Nancy Allen, Toshirô Mifune, Lorraine Gary, Christopher Lee y una larga lista de actores. 
Candidata a tres premios Óscar 1980: a la mejor fotografía, a los mejores efectos y al mejor sonido.

## Argumento
Se acerca la Navidad de 1941 y la población de los Estados Unidos afronta la llegada de las festividades sumida en el miedo a nuevos ataques similares al perpetrado por los japoneses en la base naval de Pearl Harbor. La psicosis colectiva alcanza niveles de auténtica paranoia, sobre todo en las zonas costeras, y muy en especial en el área de Los Ángeles, considerada como el punto estratégico ideal para una operación masiva de desembarco de las posibles tropas invasoras. Al mismo tiempo, el fervor patriótico y belicista impregna a toda la sociedad, pero sin conseguir poner freno a las ganas de divertirse de los más jóvenes, ni a la locura de algunos de los responsables de las fuerzas armadas.

## Reparto
| Actor               | Personaje                         |
| ------------------- | --------------------------------- |
| Dan Aykroyd         | Sargento Frank Tree               |
| Ned Beatty          | Ward Douglas                      |
| John Belushi        | Capitán "Wild" Bill Kelso         |
| Lorraine Gary       | Joan Douglas                      |
| Murray Hamilton     | Claude Crumn                      |
| Christopher Lee     | Capitán Wolfgang von Kleinschmidt |
| Tim Matheson        | Capitán Loomis Birkhead           |
| Toshirō Mifune      | Comandante Akiro Mitamura         |
| Warren Oates        | Coronel "Madman" Maddox           |
| Robert Stack        | Mayor General Joseph W. Stilwell  |
| Treat Williams      | Cabo Chuck Sitarski               |
| Nancy Allen         | Donna Stratton                    |
| Bobby Di Cicco      | Wally Stephens                    |
| Eddie Deezen        | Herbie Kazlminsky                 |
| Walter Olkewicz     | Soldado raso Hinshaw              |
| Dianne Kay          | Betty Douglas                     |
| Slim Pickens        | Hollis P. Wood                    |
| Kerry Sherman       | Muchacha USO                      |
| Wendie Jo Sperber   | Maxine Dexheimer                  |
| John Candy          | Soldado de primera clase Foley    |
| John Voldstad       | Nerd USO                          |
| Perry Lang          | Dennis DeSoto                     |
| Geno Silva          | Martinez                          |
| Patti LuPone        | Lydia Hedberg                     |
| Whitney Rydbeck     | Daffy                             |
| Penny Marshall      | Señorita Fitzroy                  |
| Lucinda Dooling     | Lucinda                           |
| Frank McRae         | Soldado raso Ogden Johnson Jones  |
| Steven Mond         | Gus Douglas                       |
| Dub Taylor          | Sr. Malcomb                       |
| Luis Contreras      | Zoot Suiter                       |
| Lionel Stander      | Angelo Scioli                     |
| Michael McKean      | Willy                             |
| Susan Backlinie     | Mujer de oso polar                |
| David Lander        | Joe                               |
| Joe Flaherty        | Sal Stewart / Raoul Lipschitz     |
| Don Calfa           | Operador de teléfono              |
| Ignatius Wolfington | Meyer Mishkin                     |
| Lucille Benson      | Gas Mama                          |
| Elisha Cook Jr.     | La patrona                        |
| Hiroshi Shimizu     | Teniente Ito                      |
| Rita Taggart        | Reportera                         |
| Maureen Teefy       | Muchacha USO                      |
| Akio Mitamura       | Ashimoto                          |
| Mickey Rourke       | Soldado raso Reese                |

## Recepción
El filme fue un gran fracaso de taquilla, el mayor patinazo en la carrera de Spielberg y tiene un 32% en Rotten Tomatoes.
En 1990 Spielberg le confesó a Barry Norman que 1941 fue una de las mayores y más duras lecciones de su carrera, admitiendo que estaba lleno de arrogancia tras el tremendo éxito de Tiburón y Close Encounters of the Third Kind.